# Гицэ, Кристина
Кристина Гицэ (рум. Cristina Ghiță, род.16 декабря 1982) — румынская фехтовальщица-рапиристка, призёр чемпионатов мира и Европы в командных турнирах.

## Биография
Родилась в 1982 году. В 2005 году стала обладательницей серебряной медали чемпионата мира и бронзовой медали чемпионата Европы. В 2006 году стала обладательницей серебряной медали чемпионата Европы.